# Mansion House (Dublin)
 (février 2019).
Si vous disposez d'ouvrages ou d'articles de référence ou si vous connaissez des sites web de qualité traitant du thème abordé ici, merci de compléter l'article en donnant les références utiles à sa vérifiabilité et en les liant à la section « Notes et références ».
Pour les articles homonymes, voir Mansion House.
Mansion House est un bâtiment de Dublin, la capitale de l'Irlande. C'est la résidence du Lord maire de Dublin depuis 1715. Il a été le siège du Dáil Éireann, parlement de la République irlandaise, entre 1919 et 1922.

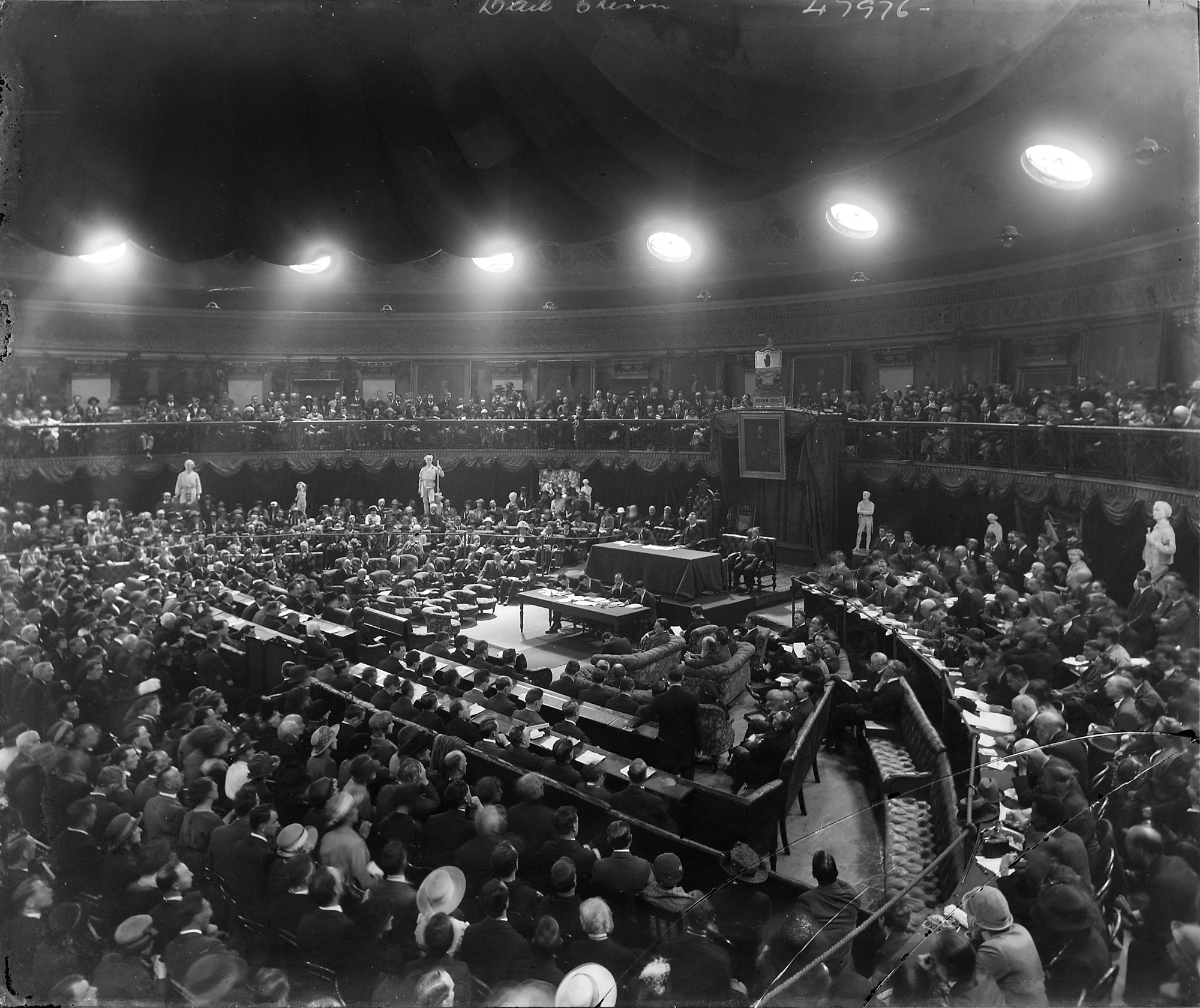
Dáil Éireann, août 1921.